# Terreiro Ilê Axé Kalé Bokum
O Terreiro Ilê Axé Kalé Bokum é um templo de candomblé de nação e tradição Ijexá, fundada em 1933. Está localizado na cidade de Salvador, no estado brasileiro da Bahia. O Terreiro é um patrimônio material estadual, tombado pelo Instituto do Patrimônio Artístico e Cultural da Bahia (IPAC), na data de 3 de julho de 2006, sob o processo de nº 003/2006. E é um patrimônio cultural municipal, tombado pela Fundação Gregório de Matos (FGM), na data de 12 de março de 2019.

## História
O Terreiro Ilê Axé Kalé Bokum foi fundado em 20 de agosto de 1933, pelo babalorixá Severiano Santana Porto, filho de Logunedé. O terreiro se localizava na região do Bate Estaca, no bairro de Plataforma. Com ajuda dos filhos de santo da casa, Severiano Porto comprou um imóvel na Rua Antônio Balbino, nº 98 A, no mesmo bairro, e transferiu o terreiro para o novo endereço, onde se encontra até os dias atuais.
O terreiro possui mais de oitenta filhos entre adosus, equedes, ogãs, e abiãs.

## Babalorixás e ialorixás
- Severiano Santana Porto (1933 a 1970) - Fundador - Filho de Logunedé.[3]
- Claudionor dos Santos Pereira (1972 a 1994) - Primeiro filho de santo da casa - Filho de Oxum.[3]
- Estelita Lima Calmon (1995 a 2016) - Filha de Oiá.[2]
- Vânia Amaral (2017 - atual) - Filha de Oiá.[2]